# تأريخ أسباب الحرب العالمية الأولى
اختلف الباحثون الذين كتبوا عن سبب الحرب العالمية الأولى، فكل منهم ركّز على جانب معيّن، ركّز البعض على تصرفات ألمانيا والنمسا-هنغاريا باعتبارها عنصر أساسي، بينما ركّز آخرون على مجموعة أوسع من الجهات الفاعلة. وبالنظر إلى العواقب الكارثية للحرب، وما ترتب عليها من آثار اجتماعية، وسياسية واقتصادية بعيدة المدى، فإن أصل الحرب، ولا سيما من تسبب بالحرب ما زال سؤال مهم وقائم.

## 1918–الثلاثينات
زعم الحلفاء مباشرةً بعد الحرب بأن ألمانيا وحدها مسؤولة عن بداية الحرب: وجهة نظر عَزّزها إدراج بنود «ذنب الحرب» في معاهدة فرساي.
في عام 1919، عاد الدبلوماسي الألماني والمستشار السابق «برنارد فون بولو» إلى المحفوظات الألمانية، لمنع نشر أي وثائق قد تثبت أن ألمانيا كانت مسؤولة عن الحرب، ولضمان وصول المؤرّخين إلى الوثائق التي تُبرئ ألمانيا فقط. كنتيجة لجهود «بولو»، قامت وزارة الخارجية في الفترة ما بين 1923 و1927 بنشر أربعين مجلدًا من الوثائق، وقد أشار المؤشر الألماني الكندي «هولجر هيرويج» بأنهم حُررّوا بعناية لترويج فكرة أن الحرب ليست خطأ أمة واحدة بل نتيجة لانهيار العلاقات الدولية. دُمرّت بعض الوثائق مثل بعض أوراق المستشار «ثيوبالد فون بيثمان هولويغ» التي لم تؤيد هذا التفسير. وَجدَ «هيرمان كانتورفيتش»، أحد المؤرخين الألمان القلائل الذين زعموا في عشرينيات القرن الماضي أن ألمانيا كانت مسؤولة عن الحرب، أن وزارة الخارجية حاولت جاهدةً منع نشر أعماله وفصله من منصبه في جامعة كيل. وبعد عام 1933، أجبِر «كانتورفيتش»، الذي مُنع من النشر، على مغادرة ألمانيا بسبب كتاباته غير الوطنية. مع استثناء عمل بعض العلماء مثل «كانتورويتش»، خَلِصَ «هيرفيغ» إلى أن معظم العمل الذي نُشر حول موضوع أصل الحرب العالمية الأولى في ألمانيا مثل كتاب فريتز فيشر «أهداف ألمانيا في الحرب العالملية الأولى» لم يكن إلّا صورة زائفة عن التاريخ.
ألقى العمل الأكاديمي في العالم الناطق باللغة الإنكليزية في أواخر العشرينيات والثلاثينيات، باللوم على المشاركين بشكل أو بآخر. في أوائل العشرينيات، أنتج العديد من المؤرخين الأمريكيين المعارضين لشروط معاهدة فرساي مثل «سيدني برادشو فاي»، «تايلر بارشيك»، «تشارلز أز بيرد» و «هاري ايلمر بارنز» عدة أعمال ادّعت أن ألمانيا ليست مسؤولة عن الحرب. والمادة 231 من معاهدة فرساي، التي يبدو أنها ألقت مسؤولية الحرب على ألمانيا ثم بررت مطالبة الحلفاء بالتعويض، هي مادة باطلة. من سمات المؤرخين الأمريكيين المُحرفيّن للتاريخ في العشرينيات الميل إلى معاملة ألمانيا كضحية للحرب والحلفاء كمعتدين. كان هدف كل من «فاي» و«بارنس» هو وضع حدّ للتعويضات المفروضة على ألمانيا، بمحاولة إثبات ما يعتبرانه بطلان للمادة 231. أثنى المنفي «فيلهلم» على «بارنز» لدى لقائه به عام 1914. طبقًا لبارنز: «فيلهلم كان سعيدًا عندما أدرك أنني لم أَلمهُ على بدء الحرب عام 1914، وقال إنه يختلف مع رأيي بأن روسيا وفرنسا هما المسؤولان أساسًا، وأنَّ الأشرار عام 1914 هم اليهود الدوليين والماسونيين الأحرار الذين-كما زعم- رغبوا في تدمير الدول القومية والدين المسيحي».
أُعجبت الحكومة الألمانية بكتاب فاي «أصل الحرب» بشدة لدرجة أنها اشترت مئات النسخ بمختلف اللغات لتسلمها مجانًا للسفارات والقنصليات الألمانية. سَمحت الحكومة الألمانية بترجمة الكتب التي كانت مواليّةً لها إلى الألمانية، مثل كتاب بارنز «تكوين الحرب العالمية»، أما الكتب التي انتقدت الأعمال الألمانية عام 1914، مثل كتاب «مجيء حرب 1914» للكاتب «برنادوت شميت»، مُنعت من النشر في ألمانيا.
في الفصل العاشر من مذكرات فيلهلم الثاني بعنوان «نشوب الحرب». يذكر القيصر اثني عشر دليلًا من جداول تاريخية نسبية موسعّة قام بتجميعها، مما يدل على الاستعدادات للحرب التي قامت بها قوى التحالف في ربيع وصيف عام 1914.
وفي نهج مختلف، عَرّف «لينين» في كُتيبه كلمة «الإمبريالية»: هي المرحلة الأعلى من الرأسمالية، صورّت الحرب بأنها استعمارية، ناجمة عن التنافسات التي أحدثتها الاحتكارات المالية عالية التنظيم، والتي تسببت حتمًا في اندلاع الحرب بسبب المنافسة الجنونية على الأسواق والمواد الخام. أصدرت السوفييت بين عامي 1917 و1918، أدّلة على صفقات سرّية بين القيصر والحكومتين الفرنسية والبريطانية لتقسيم غنائم الحرب. ولقد جادل «لينين» أن الملكية الخاصة لوسائل الإنتاج، بين أيدي عدد محدود من الاحتكارات الرأسمالية، من شأنها أن تؤدي حتمًا إلى الحرب. وأشار إلى السكك الحديدية بأنها تجميع للصناعات الرأسمالية الأساسية، الفحم، الحديد والصلب، وأن تطورها غير المتكافئ لخصَّ التنمية الرأسمالية.
وفي فترة ما بين الحرب، ألقى العديد من المؤرخين باللوم على عوامل مختلفة مثل شبكة التحالفات السرية، والتركيز على سرعة الهجوم، والتخطيط العسكري الصارم، والأفكار الداروينية والافتقار إلى آليات الحل. لاقت هذه الأفكار رواجًا، ومن بين المؤيدين المشهورين «جواكيم ريماك» و«بول كينيدي». وفي الوقت نفسه، أنتج السياسيون وغيرهم من المشاركين العديد من الأعمال ذات الجانب الواحد، مُحاولين في كثير من الأحيان تبرئة أنفسهم. وفي ألمانيا كانت هذه الاتهامات تميل إلى صرف اللوم عن مسارها، في حين كانت البلدان المتحالفة تميل إلى إلقاء اللوم على ألمانيا أو النمسا-هنغاريا.

## أطروحة فيشر
في عام 1961، نشر المؤرخ الألماني «فريتز فيشر» كتابه المثير للجدل «أهداف ألمانيا في الحرب العالمية الأولى» الذي زعم فيه أن الحكومة الألمانية تَبنت سياسة خارجية توسعيّة، صيغت في أعقاب المكاسب الديمقراطية الاجتماعية في انتخابات عام 1912 وبدأت بحرب عدوانية في عام 1914. كان فيشر أول مؤرخ يتمتع بإمكانية الوصول الكامل إلى محفوظات الحرب العالمية الأولى المتبقية. ولم يتمكن المؤرخون السابقون من الوصول إلّا إلى محفوظات أُنشئت لدعم وجهة النظر القائلة بأن الحرب هي المنتج المحتوم لانهيار الدبلوماسية الدولية، وليس النتيجة النهائية للطموحات التوسعية الألمانية.
وكان أول من لفت الانتباه إلى مجلس الحرب الذي عَقده القيصر فيلهلم الثاني وكبار قادة الجيش والبحرية في الرايخ في الثامن من ديسمبر عام 1912، والذي أُعلن فيه أن ألمانيا سوف تبدأ حرب عدوانية في صيف عام 1914. أراد القيصر وقادة الجيش شن حرب حالًا في ديسمبر عام 1912، ولكنهما آذانا باعتراضات من الأدميرال «ألفريد فون تربيتز»، الذي أيّد فكرة بدء الحرب ولكنه زعم أن قوات البحرية الألمانية تحتاج إلى المزيد من الوقت للإعداد وطالب بتأجيلها حتى صيف عام 1914. قَبِلَ القيصر طلب «تربيتز». في عام 1973، أشار المؤرخ البريطاني «جون روهل» إلى أنه في ضوء ما كشفه فيشر، وخاصة اجتماع مجلس الحرب في الثامن من ديسمبر عام 1912، فإن فكرة تحمّل ألمانيا المسؤولية الرئيسية عن الحرب لم تعد تُنكر من قِبَل الغالبية العظمى من المؤرخين، ورغم أن فيشر نفى في وقت لاحق الادعاء بأن الحرب قد قُررت في ذلك الاجتماع. وقد لاحظت «أنيكا مومباور»، في عملها في هلموث فون مولتكي على عكس «روهل»، أنه على الرغم من المقدار الكبير من البحث والمناقشة لا يوجد دليل مباشر يُثبت أن صانعي القرار العسكريين فَهِمُوا شهر ديسمبر 1912عام على أنه لحظة حاسمة اُتفق فيها على حرب مستقبلية.

### معارضة أطروحة فيشر
أصبحت أطروحة «حزب حرب برلين» وأشكاله المختلفة، التي لامت العوامل السياسية الألمانية الداخلية، شيئًا من المعتقدات الثابتة في السنوات التي تلت نشره. ورغم ذلك فقد هاجمها العديد من الكتّاب. أكدَّ المؤرخون الألمان المحافظون مثل «جيرهارد ريتر» أن الأطروحة غير صادقة وغير دقيّقة.
روّج «ريتر» لفكرة مفادها أن ألمانيا أظهرت نفس السمات التي أظهرتها بلدان أخرى ولم يكن من الممكن أن تتفرد بها. وفي مقال نُشِرَ عام 1962، زعمَ «ريتر» أن الهدف الرئيسي لألمانيا في عام 1914 يتلخص في الحفاظ على النمسا-هنغاريا كقوة عظمى، وبالتالي فإن السياسة الخارجية الألمانية كانت دفاعيّة إلى حد كبير على عكس مزاعم «فيشر» بأنها كانت عدوانيّة على الأغلب. زعم «ريتر» أن «فيشر» أعطى أهميّة غير مبررة للنصيحة شديدة العدوانية بشأن شن حرب وقائية في البلقان والتي قُدمت في يوليو عام 1914 إلى رئيس وزراء وزارة الخارجية النمساوية-الهنغارية كونت «ألكسندر هويوس»، بواسطة الصحفي الألماني «فيكتور ناومان». واتّهم «ريتر» «ناومان» بأنه كان يتحدث كفرد خاص وليس كما زعم «فيشر» نيابةً عن الحكومة الألمانية. شعر «ريتر» بأن «فيشر» كان غير أمين في تصويره للعلاقات النمساويّة الألمانيّة في يوليو عام 1914. واتَّهمَ أيضًا بأنه ليس صحيحًا أن ألمانيا ضغطت على النمسا-هنغاريا المعارضة لمهاجمة صربيا. زعم «ريتر» أن الدافع الرئيسي للحرب داخل النمسا-هنغاريا كان داخليًا، ورغم انقسامات الرأي حول المسار الذي يتعين على ألمانيا أن تسلكهُ في فيينا وبودابست، إلا أن الضغوط الألمانية لم تكن السبب وراء اختيار الحرب. وفي رأي «ريتر»، أكثر ما يُمكن انتقاد ألمانيا به في يوليو عام 1914 كان بمثابة تقييم خاطئ لحالة سياسات القوة الأوروبية. وزعم «ريتر» أن الحكومة الألمانية قللتْ من شأن حالة الاستعداد العسكري في روسيا وفرنسا، وافترضت زورًا أن السياسة الخارجية البريطانية كانت مسالمة أكثر مما كانت عليه حقًا، فبالغت في تقدير مشاعر الغضب الأخلاقي الناجمة عن اغتيال الأرشيدوق «فرانز فرديناند» وفقًا للرأي الأوروبي، وفي المقام الأول، بالغت في تقدير القوة العسكرية والحس السياسيّ المشترك بين النمسا-هنغاريا. شعر «ريتر» أنه في وقت لاحق لم يكن من الضروري من وجهة النظر الألمانية الحفاظ على النمسا-هنغاريا كقوة عظمى ولكنه ادّعى أنه في ذلك الوقت نظر أغلب الألمان إلى الملكية المزدوجة باعتبارها إمبراطورية أخويّة ونظروا إلى احتمال أن تكون البلقان في مجال النفوذ الروسي كتهديد غير مقبول. ولقد زعم «ريتر» أنه على الرغم من تأييد الألمان لفكرة الغزو النمساوي-الهنغاري لصربيا، إلا أن هذا كان بمثابة استجابة خاصة للأزمة التي تعصف بأوروبا على عكس مزاعم «فيشر» بأن ألمانيا كانت تتعمد شن حرب عدوانية على صربيا. واشتكى «ريتر» من أن «فيشر» كان يعتمد أكثر مما ينبغي على ذكريات الزعماء النمساوييّن-الهنغاريين مثل الكونت «استفان تيسا» والكونت «أوتوكار زيرنين» الذين سَعوا إلى تحويل كل مسؤولية الحرب على أكتاف الألمان. وقد أنهى «ريتر» مقاله بكتابة أنه شعر بحزن عميق على احتمالية ألا يكون الجيل القادم من الألمان بنفس العقلية الوطنيّة التي كانت عليه الأجيال السابقة نتيجة لقراءة كتب فيشر.